# Philipp Pomer
Philipp Pomer (* 12. August 1997 in Wien) ist ein österreichischer Fußballspieler.

## Karriere
Pomer begann seine Karriere beim Favoritner AC. Zur Saison 2011/12 wechselte er in die Akademie des FK Austria Wien. Nach zwei Jahren bei der Austria kehrte er zur Saison 2013/14 zum Favoritner AC zurück. Sein Debüt in der Wiener Stadtliga für den FavAC gab er im September 2013, als er am fünften Spieltag jener Saison gegen den FV Austria XIII in der Halbzeitpause für Rilind Kelmendi eingewechselt wurde. Im selben Monat erzielte er bei einer 4:2-Niederlage gegen den SR Donaufeld Wien sein erstes Tor in der vierthöchsten Spielklasse. Bis Saisonende kam er zu 21 Einsätzen, in denen er drei Tore erzielte.
In der Saison 2014/15 absolvierte er 26 Spiele und erzielte dabei zwei Tore. Zur Saison 2015/16 wechselte er zum Ligakonkurrenten ASK Elektra Wien. Für Elektra absolvierte er in jener Saison 25 Spiele in der Stadtliga und erzielte dabei acht Tore.
Zur Saison 2016/17 wechselte Pomer zum Regionalligisten ASK Ebreichsdorf. Im September 2016 debütierte er in der Regionalliga, als er am achten Spieltag jener Saison gegen die Amateure des SK Rapid Wien in der 74. Minute für Marjan Markić eingewechselt wurde. Sein erstes Tor in der Regionalliga erzielte er im November 2016 bei einer 4:2-Niederlage gegen die Amateure des FK Austria Wien. In seiner ersten Saison bei Ebreichsdorf kam er zu 18 Einsätzen in der Regionalliga und erzielte dabei vier Tore.
In der Saison 2017/18 absolvierte er 23 Spiele in der Regionalliga und erzielte dabei sieben Tore. In der Saison 2018/19 erzielte er 17 Tore in 25 Spielen und wurde mit Ebreichsdorf Meister. Zur Saison 2019/20 wechselte er zum Zweitligisten FC Blau-Weiß Linz, bei dem er einen bis Juni 2020 laufenden Vertrag erhielt. Sein Debüt in der 2. Liga gab er im Juli 2019, als er am ersten Spieltag jener Saison gegen die Kapfenberger SV in der Startelf stand und in der 71. Minute durch Aleksandar Kostić ersetzt wurde. In zwei Spielzeiten für die Linzer kam er insgesamt zu 48 Zweitligaeinsätzen, in denen er zehn Tore machte.
Zur Saison 2021/22 wechselte er zum Bundesligisten SV Ried, bei dem er einen bis Juni 2023 laufenden Vertrag erhielt.